# يانيك فيسترغارد
يانيك فيسترغارد (بالدنماركية: Jannik Vestergaard)‏ (3 أغسطس 1992 في كوبنهاغن في الدنمارك – )؛ هو لاعب كرة قدم كان يلعب كمدافع. يلعب حاليًا لصالح نادي ليستر سيتي في الدوري الإنجليزي ومنتخب الدنمارك لكرة القدم.

## وصلات خارجية
- يانيك فيسترغارد على موقع الاتحاد الدولي (مؤرشف)  (الإنجليزية)
- يانيك فيسترغارد على موقع الاتحاد الأوربي (الإنجليزية)
- يانيك فيسترغارد على موقع قاعدة بيانات كرة القدم.إي يو (الإنجليزية)
- يانيك فيسترغارد على موقع بيانات كرة القدم. دي إي (الألمانية)
- يانيك فيسترغارد على موقع ناشيونال فوتبول تيمز (الإنجليزية)
- يانيك فيسترغارد على موقع Soccerbase.com (لاعب) (الإنجليزية)
- يانيك فيسترغارد على موقع Soccerway.com (الإنجليزية)
- يانيك فيسترغارد على موقع عالم كرة القدم.نت (الإنجليزية)
- يانيك فيسترغارد على موقع AS.com (الإسبانية)